# Zé Vieira
José Vieira Lins, mais conhecido como Zé Vieira ou Zé do Povo (Sousa, 30 de julho de 1934 – São Paulo, 19 de março de 2019) foi um pecuarista, empresário e político brasileiro. Filiado ao PP, exerceu os cargos de vereador e prefeito de Bacabal e deputado federal do Maranhão.

## Carreira política
Começou a carreira política em 1992, ao ser eleito vereador de Bacabal pelo PTB.
Já na eleição de 1996, concorreu a prefeitura de Bacabal pelo PPB e foi eleito, e reeleito em 2000. Concorreu a deputado federal em 2006 pelo PSDB, chegou a primeira suplência e efetivou-se em maio de 2008. Foi reeleito em 2010, pelo PR, para o termo 2011-2015.
De volta ao PP, candidatou-se a prefeito de Bacabal em 2008, sendo derrotado por Raimundo Lisboa. Concorreu a prefeito de Bacabal em 2016 e foi eleito junto ao vice Florêncio Neto. Contudo, tinha sido condenado por improbidade administrativa e enriquecimento ilícito em julgamento feito pelo Tribunal de Justiça do Maranhão, em 2016, antes da eleição.
Após uma série de decisões judiciais, em 5 de janeiro de 2018, a Câmara Municipal de Bacabal determinou o afastamento imediato de Zé Vieira. A decisão foi expedida pelo presidente da casa, Edvan Brandão de Farias. À época, o vice-prefeito, Florêncio Neto (PHS), assumiu a Prefeitura, até uma nova eleição, ainda em 2018, quando Edvan Brandão venceu o pleito para os próximos dois anos.
Era evangélico desde 2017, sendo batizado com sua esposa na Igreja Evangélica Assembleia de Deus.
Com câncer, José Vieira Lins faleceu após o agravamento do seu quadro clínico no Hospital Sírio-Libanês, em São Paulo.